# خرموش
خرموش‌ یا گِرزِه‌ (به انگلیسی: Rat) جوندگان مختلفی با جثه متوسط و دم دراز هستند. گونه‌های خرموش‌ها در سراسر راسته Rodentia یافت می‌شوند، اما موش‌های کلیشه‌ای در سردۀ Rattus یافت می‌شوند. دیگر سرده‌های خرموش‌ها عبارتند از موش کپه‌ساز (Neotoma) (موش کپه‌ساز)، Bandicota (موش‌های باندیکوت) و Dipodomys (خرموش کانگورویی).
خرموش‌ها معمولاً از نظر اندازه از موش‌ها متمایز می‌شوند. معمولاً نام رایج جوندگان موش‌واران بزرگ شامل کلمه "rat" است، در حالی که نام موروئید کوچک‌تر شامل "Mouse" است. دو اصطلاح رایج موش' و خرمو'ش از نظر طبقه‌بندی خاص نیستند. ۵۶ گونه موش در جهان شناخته شده‌است.